# Kordás Ferenc
Kordás Ferenc (Balmazújváros, 1911. december 13. – Hajdúböszörmény, 1993. december 5.) eszperantista, író, költő, műfordító, tanár.
Beszélt, olvasott és írt: oroszul, angolul, franciául, portugálul, spanyolul, németül, eszperantóul, jól értett és olvasott olaszul, latinul.

## Korai évek
Apja, id. Kordás Ferenc napszámos volt, aki harcolt az első világháborúban, majd tragikusan korán, 1925-ben halt meg a világháborúban szerzett betegségében, és a nagycsalád a gyászoló feleségre maradt. Anyja Nagy Zsuzsánna varrónő, mosónő volt, gazdag családoknál, uradalmakban vállalt cselédmunkákat. Összesen öten voltak testvérek, de a felnőttkort csak József nevű öccse és Zsuzsánna húga élte meg. József 1945-ben tűnt el, és orosz hadifogságban halt meg.
Iskoláit Balmazújvároson, Sárospatakon a kollégiumban, Debrecenben a központi református kollégiumban, São Pauloban és Budapesten végezte. 1933 júniusában előbb a sárospataki, majd a Debreceni Református Kollégium Tanítóképző intézetében szerzett diplomát: elemi iskolai tanító és református kántor lett. Tanulmányai mellett dolgozott, hogy a tandíj költségeit elő tudja teremteni. Volt aratómunkás, kereskedő gyakornok, de diáktársait korrepetálta is. Első versei még diákkorában megjelentek a Debrecen c. újságban. Barátsága Veres Péterrel is ebből az időszakból ered és rajta keresztül ismerte meg többek között Sinka Istvánt és Ortutay Gyulát is.
Iskolái elvégzése után nehezen talált munkát, három évig (1933-tól 1936-ig) népkonyhát vezetett Balmazújvároson, közben pedig verseket, cikkeket írt. Írásaira egyre inkább felfigyeltek, míg végül a Református Konvent ajánlására a Vallás- és Közoktatásügyi Minisztérium 1936 februárjában, a Julián Iskolaegylet keretében, Brazíliába küldte az egyik São Paulo-i magyar-brazil iskola vezetőjének.

## Brazíliai évek
A Julián Iskolaegylet gondoskodott a külföldre szakadt magyar családok gyermekeinek magyar nyelvi oktatásáról. Feladata São Paulóban az ipirangai magyar-brazil partikuláris iskola vezetése mellett szociográfiai gyűjtőmunka is volt. Minden szabadidejét önképzésre fordította, melynek során pedagógiai, irodalmi, szociológiai és filozófiai tanulmányokat folytatott. Portugál nyelv- és irodalomból 1937 márciusában habilitált, mely nyelv- és irodalom tanítására jogosította. 1941-ben São Paulóban francia-portugál nyelvtanári képesítést szerzett, és kitüntetéssel végezte el a francia nyelvtanárképző intézetet. Két és fél évet hallgatott német nyelvet, és rendszeresen járt angol szaktanfolyamokra.
Nem csak a saját iskolájában tanított magyar nyelven (történelem, földrajz, stb.), hanem 3-4, egymástól igen távol eső iskolában is tartott református vallásoktatást. Ezen kívül a brazíliai magyarság kulturális vezetésében is aktívan közreműködött, előadásokat tartott, gyakran szerepelt a brazil rádióban. Rendszeresen írt verseket, cikkeket, tanulmányokat, beszámolókat a brazíliai magyarság kivándorlásáról, letelepedéséről, ember feletti küzdelmeiről, csalódásairól, nyelvi-etnikai beolvadásáról.
Iskolán kívüli, népművelődési és irodalmi működését azonban nem nézte jó szemmel sem a São Pauló-i magyar konzulátus, sem az egyházak képviselői. Túlságosan merésznek, szocialista beállítottságúaknak tartották verseit és cikkeit, viszont a munkások és az értelmiségiek egy része annál szívesebben olvasta. São Paulóban két önálló verseskötete és fordításgyűjteménye jelent meg: Első Kéve (1939), Gyalogösvény (1941), melyet a sajtó igen kedvezően fogadott, ezekről Veres Péter írt recenziót és méltatást a Válaszban.
1942. augusztus 22-én Getúlio Vargas brazil elnök bejelentette, hogy beállt a hadiállapot Brazília és a tengelyhatalmak között. Magyarország a hitleri Németország nyomására először a diplomáciai kapcsolatokat szakította meg Brazíliával 1942 őszén, majd később a hivatalos hadba lépés is megtörtént. Kordás a brazíliai külképviselet hazarendelésével párhuzamosan, hozzájuk csatlakozva jött haza a Bagó nevű hajón.

## Oktatási tevékenysége Magyarországon
Hazatérve a Vallás- és Közoktatásügyi Minisztérium népművelési ügyosztályának lett a szakelőadója, majd 1944-ben az Országos Iskolánkívüli Népművelési Intézetben az intézet titkára, majd a Népművelődési Tudományos Intézet főtitkára volt. A főváros ostromát Budapesten vészelte át, és 1945. január 20-án orosz fogságba esett, ahonnan a minisztérium igazolására augusztusban szabadult.
Ezután kinevezték a Népművelődési Tudományos Intézetből alakult Szabadművelődési Tudományos Intézet főtitkárává, mely tisztséget 1945 szeptemberétől 1948 szeptemberéig töltötte be. E szervezet feloszlatása után a Vallás- és Közoktatásügyi Minisztérium az Országos Könyvtári Központba rendelte be, ahol titkár lett. Innen saját kérésére a Művelődésügyi Minisztériumba az Országos Köznevelési Tanácshoz került, mint általános iskolai szakelőadó. Rövid időt töltött itt, mert ezt az intézményt is hamarosan feloszlatták, és aztán Csepel egy eldugott iskolájába került orosztanárnak. Élénk szakszervezeti tevékenysége miatt aztán 1951-ben áthelyezték a XIII. kerületi Váci-út 89. szám alatti általános iskolába. Számos iskolában tanított továbbá portugált, spanyolt, oroszt és németet. Már 1947-től a Műegyetem portugál lektoraként tevékenykedett, majd 1956-tól az Eötvös Loránd Tudományegyetem spanyol előadó nyelvtanára lett, és 25 évig, mint vizsgáztató portugál nyelvtanár dolgozott. 1972-ben nyugdíjba vonult, de még utána is tartott angol tanfolyamokat - akkor már - Hajdúböszörményben, a Bocskai István Gimnáziumban. Sokat fordított, tolmácsolt az OFFI-nak és állami külkereskedelmi vállalatoknak is (pl. Ganz–MÁVAG-nak).
Tagja volt a Magyar PEN Clubnak.

## Irodalmi munkássága
Nyugdíjba vonulása után számos korábban írt szépirodalmi és tudományos művét rendezte sajtó alá. Kéziratai egy részének másolata az Országos Széchényi Könyvtár Kézirattárában, a többi pedig a debreceni Déri Múzeum levéltárában kutatható. Munkásságáról a Magyar Irodalmi Lexikon is megemlékezik. Írásait a következő hírlapok, tematikus újságok közölték le több-kevesebb rendszerességgel:
| Kordás Ferenc írásait publikált folyóiratok | Kordás Ferenc írásait publikált folyóiratok | Kordás Ferenc írásait publikált folyóiratok | Kordás Ferenc írásait publikált folyóiratok | Kordás Ferenc írásait publikált folyóiratok | Kordás Ferenc írásait publikált folyóiratok |
| ------------------------------------------- | ------------------------------------------- | ------------------------------------------- | ------------------------------------------- | ------------------------------------------- | ------------------------------------------- |
| Debrecen                                    | Kis Újság                                   | Magyar Szemle                               | Válasz                                      | Kalangya                                    | Láthatár                                    |
| Magyar Út                                   | Kelet Népe.                                 | Tanítók Lapja                               | Embernevelés                                | Köznevelés                                  | Délamerikai Magyar Hírlap                   |
| Délamerikai Magyar Újság                    | Délamerikai Magyarság                       | Magyar Nemzet                               | Családi Kör                                 | Néptanítók Lapja                            | Nagymagyarország                            |
| Tiszántúli Figyelő                          | Nagyvilág                                   | Élet és Irodalom                            | Kritika                                     | Új Írás                                     |                                             |

### Eddig megjelent művei és kapcsolódó írások
- Kordás Ferenc: Első Kéve. (magyarul) São Paulo: Typographia Aurora. 1939.  versek
- Kordás Ferenc: Gyalogösvény. (magyarul) São Paulo: Typographia Aurora. 1941.  versek és fordítások
- Kordás Ferenc: Brazíliai Portugál Nyelvkönyv. Budapest: Lingua Kiadó. 1947.
- Ferreira de Castro: Honfoglalók (Emigrantes). Ford. Kordás Ferenc. Budapest: Új Magyar kiadó. 1958.  (regény)
- Eҫa de Queiroz: Amaro atya bűne. Ford. Kordás Ferenc. Budapest: Helikon kiadó. 1977.  (regény)
- Kordás Ferenc: Verskóstoló. Szerk. Mező Tibor. Hajdúböszörmény: online magánkiadás. 1985.
- Szentkuthy Miklós és Kordás Ferenc levelezése. Szerk. Mező Tibor. Hajdúböszörmény: online magánkiadás. 2007.
- Szemelvények a portugál irodalom történetéből. Szerk. Rákóczi István. Budapest: Eötvös Kiadó. 2017.  ISBN 978-963-284-915-7
- Balmazújváros-Brazília-Böszörmény - Kordás Ferenc. In  Tarczy Péter: Szivárványidőben. Hajdúböszörmény: Szabadhajdú Kiadó. 1994.   75–81. o. ISBN 963-85189-1-X interjú átirat [6]
- Tarczy Péter (1985). „Balmazújváros-Brazília-Böszörmény. Beszélgetés Kordás Ferenccel.”. Olvasó Nép (4), 88-92. o.,[6] interjú átirat
- Kordás Ferenc brazil vonatkozású kéziratos hagyatéka: (kutatási közlemény). Szerk. Rákóczi István. Budapest: Magyar Afrika Társaság. 2017.
- Kordás Ferenc (1980). „Kozmikus nomenklatúra” (magyar nyelven). Rózsakeresztes Tükör, Budapest 2019 (augusztus), 5-7. o, Kiadó: A.M.O.R.C., előszóval, recenzióval
- Kordás Ferenc. A királyi út (magyar nyelven). Budapest: A.M.O.R.C [1956] (2020), saját kézzel festett Tarot kártya magyarázatokkal, előszóval

### Kéziratok

#### Verseskötetek
- Pásztortűz
- Pálmalevelek
- Homokszobrász
- A Vízöntő dala
- Kimaradt versek

#### Filozofikus írások
- Királyi út - bevezetés az egyiptomi misztériumokban, Budapest, 1956
- A kozmikus nomenklatúra, Balmazújváros, 1980
- A hit megtartó erő, recenzió, Balmazújváros, 1982

A felsorolt művein túl napi szinten gyakorolta a jógát.

## Emlékezete
Kordás Ferenc egy 1983-as Nyíregyházi Rádió-beli előadásán Tarczy Péter újságíró munkássága összegzéseképpen a következőt kérdezte az írótól:
‒ T.P.: Megelégedett vagy-e a rendkívül gazdag életeddel, és az elért eredménnyel?
‒ K.F.: Elmondhatatlanul sok szenvedésen, megpróbáltatáson, négy operáción, sok csalódáson mentem át az elmúlt 70 év alatt, de ezeket nem sajnálom, mert éppen ezek tették gazdaggá a lelkemet. Az irodalmi érvényesülés és a hiú becsvágy sohasem érdekelt különösebben. Mindig megtettem kötelességemet, szolgáltam a magyar népet és hazámat, de ezért nem vártam, és nem is kaptam elismerést. Én egy kicsit már a jövő században élek, s nagyon szeretném, ha a népek és nemzetek, a vezető államférfiak jobban megértenék egymást, mert hiszen a népek mindenütt a világon békére vágynak.